# Taça Guanabara de 1969
A Taça Guanabara de 1969 foi a quinta edição da Taça Guanabara, porém não foi o primeiro turno do Campeonato Carioca de Futebol de 1969 e, sim, uma competição à parte. O vencedor foi o Fluminense.

## História
O empate por 0 a 0 no Fla-Flu em 10 de agosto, válido pela antepenúltima rodada, levou 94.725 torcedores a pagarem pelos ingressos, e mesmo perdendo para o Botafogo na rodada seguinte, o Fluminense chegou ao título vencendo o America, clube que teria sido o campeão em caso de vitória na final.

## Fórmula de disputa
Os oito participantes jogaram contra os demais clubes apenas em jogos de ida no sistema de pontos corridos e os quatro melhores colocados no primeiro turno se classificaram para disputarem o segundo entre si, mantendo a pontuação conquistada anteriormente, sendo campeão aquele que fizesse mais pontos.

## Campanha do campeão

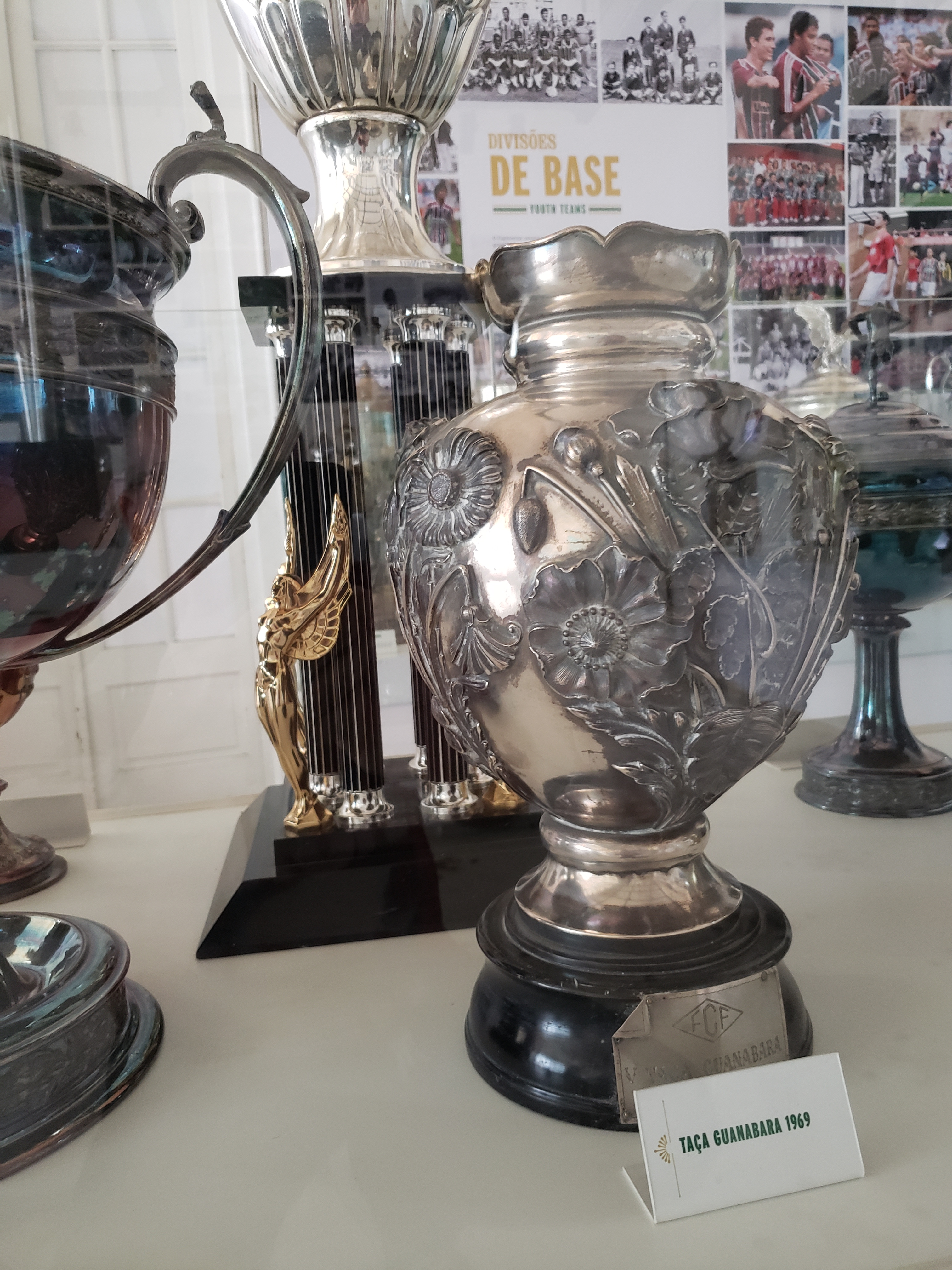
Taça Guanabara de 1969

1º Turno
1. Fluminense 2–0 Bangu.
2. Fluminense 3–1 America.
3. Fluminense 1–0 Bonsucesso.
4. Fluminense 2–0 Campo Grande.
5. Fluminense 0–0 Vasco.
6. Fluminense 1–2 Flamengo.
7. Fluminense 1–0 Botafogo.

2º Turno
8. Fluminense 0–0 Flamengo.
9. Fluminense 0–1 Botafogo.
10. Fluminense 1–0 America.

## Jogo do título
Fluminense 1–0 America
Data: 17 de agosto de 1969.
Local: Estádio do Maracanã.
Árbitro: José Mário Vinhas.
Renda: Cr$ 230.498,00.
Público: 67.492 pagantes.
FFC: Jorge Vitório; Oliveira, Galhardo, Assis e Marco Antônio; Denilson, Cláudio Garcia; Cafuringa, Flávio, Samarone (Silveira) e Gilson Nunes (Wilton). Técnico: Telê Santana.
AFC: Rosã; Zé Carlos, Mareco, Alex e Paulo César; Renato e Badeco; Marco Aurélio, Edu, Jeremias (Joãozinho) e Tadeu. Técnico: Flávio Costa.
Gol: Flávio, aos 86'.

## Premiação
| Taça Guanabara de 1969         |
| Rio de Janeiro                 |
| ------------------------------ |
| FLUMINENSE Campeão (2º título) |